# Grad Šilentabor
Grad Šilentabor (nemško Schillentabor) je razvalina gradu v kraju Šilentabor (Občina Pivka), ki stoji na mestu še starejšega gradišča, stalno naseljenega vse od železne dobe.

## Zgodovina
Grad Šilentabor je leta 1471 pozidal vitez Bernardin Raunach, odposlanec deželnih stanov Kranjske, in na njem gospodaril do leta 1521. Pozidan je bil kot protiturška utrdba. V njegovih 50 izbah in kaščah so pred Turki in drugimi roparji, ki so pogosto krožili po deželi, našli zavetje prebivalci okoliških vasi z obeh strani grebena, na katerem je stal grad. Vitezi Raunachi so imeli grad in gospostvo, kot del družinske posesti od konca 15. pa do začetka 19. stoletja. Tako kot lastnika  leta 1569 srečamo Filipa Jakoba pl. Raunach-a, glavarja na Reki. Leta 1635 je bil lastnik Jurij Baltazar pl. Raunach in takrat naj bi ga razdejali in zažgali puntarji, saj se je zadnja bitka poslednjega vseslovenskega kmečkega upora odvijala prav na tem območju. Grad so potem obnovili. Leta 1700 je grad močno poškodovala strela, dokončno pa so ga razdejali Francozi v napoleonskih vojnah 100 let kasneje. 
V drugi četrtini 17. stoletja so bili Raunachi povzdignjeni v barone; tako je na gradu v drugi polovici 17. stoletja gospodaril baron Henrik Bernard, ki mu je sledil Janez Jakob, nato do leta 1759 baron Janez Ernest Raunach, ki mu je do 1786 sledil baron Adolf Marij Ignac in nato njegova sestra baronica Eleonora do 1801. Takrat ga je prepustila svojemu bratrancu po materi baronu Bernardu Rossetti-ju, ki pa ga je leta 1809 prodal Matiji Dolencu, poštnemu mojstru v Sežani. Od tega je še isto leto posest odkupil sežanski župnik Jožef Žužek. Po smrti tega je posest leta 1831 na dražbi kupil Anton Burger, ki mu je 1838 sledil sin enakega imena.